# Večernji list
Večernji list – chorwacki dziennik. Został założony w 1959 roku. Jego dzienny nakład wynosi 60 tys. egzemplarzy.